# Муромцев Ігор Вікторович

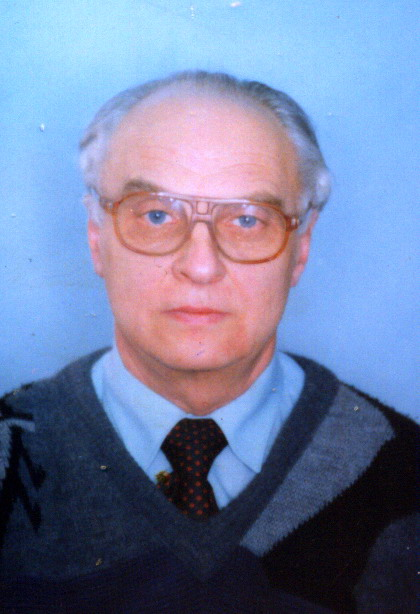

Ігор Вікторович Муромцев  (30 жовтня 1934, м. Харків — 17 грудня 2022, м. Харків) — професор кафедри української мови Харківського національного університету імені В. Н. Каразіна, кандидат філологічних наук, член факультетської спеціалізованої вченої ради із захисту кандидатських дисертацій зі спеціальності "українська мова". Член топонімічної комісії при міськраді міста Харкова з 1992 р. та Всеукраїнської ономастичної ради.

## Біографія
І. В. Муромцев народився 30 жовтня 1934 р. у м. Харкові в родині архітектора.
Ігор Вікторович пережив важкі дитячі та юнацькі роки через війну. 1941 року почалася війна, а 1942 року його мати померла. Після цього Ігор опинився в дитячому будинку в Харкові до того часу, коли його батько повернувся з армії 1946 року. Він почав навчатися в школі № 131 1943 року, коли вже йшов у другий клас. Після повернення батька Ігор продовжив навчання в музичній школі ім. Бетховена від 1947 до 1951 року, а потім навчався в музичному училищі у 1951–1952 роках. Після закінчення школи 1952 року робив вибір між філологією та музичною освітою. У 1952–1957 р. вступив до ХДУ на філологічний факультет; навчаючись там, здобув середню музичну освіту в музичній школі для дорослих ім. Чайковського. 
1957 року почалася трудова діяльність Муромцева І. В. з роботи вчителя школи № 30. Проте любов до музики не вщухала й Ігор Вікторович паралельно вступив до Харківської державної консерваторії, де навчався 1,5 року. У кінці 1959 року Муромцев І. В. був зарахований на посаду лаборанта кафедри української мови та погодинну роботу викладача.
З 1961 до 1964 року Ігор Вікторович навчався в аспірантурі у м. Києві в Інституті Мовознавства АН України.
Результати дослідження було викладено в монографії «Словотворчі типи гідронімів (басейну Сіверського Дінця» (1966) та кандидатській дисертації «Семантико-структурні типи гідронімів басейну р. Сіверського Дінця», успішно захищеній у березні 1968 року. Повернувшись працювати на кафедру української мови в альма-матер, Ігор Вікторович викладав базові курси (лексикографія, фонетика, історична граматика української мови), спецкурси зі словотвору та ономастики, вів науковий семінар, керував магістерськими роботами. Підготував 9 кандидатів філологічних наук зі спеціальності «українська мова». Обіймав посаду заступника завідувача кафедри, був заступником і головою методичної комісії філологічного факультету, членом факультетської Державної екзаменаційної комісії, головою ДЕК Донецького університету.
З 1975 року Муромцев І. В. переходить на посаду доцента тієї ж кафедри, а 1977 року одержує диплом доцента. З 1995 року — посада професора кафедри української мови ХНУ ім. Каразіна, а 1997 року йому присвоєно звання професора кафедри української мови.
Учений секретар (1991–2001) і член спеціалізованої ради. Має грамоти й подяки за наукову й педагогічну діяльність Головного управління освіти й науки м. Харкова та ХНУ імені В. Н. Каразіна.
1989 року був делегатом установчого з`їзду Народного руху України за перебудову.
Помер у Харкові 17 грудня 2022 року внаслідок травми, отриманої під час знеструмлення Харківщини 23 листопада у результаті російської агресії.

## Наукова робота
Головні наукові результати викладені в наукових та методичних працях, учений брав участь в укладанні тлумачних, історичних та термінологічних словників, у польових дослідженнях за планами Гідронімічного Атласу України, Діалектного Атласу України, Загальнослов`янського лексичного атласу. І. В. Муромцев розробляє питання: 
ономастики:
- «Семантико-структурні типи гідронімів басейну р. Сіверського Дінця» (1968);
- «Із спостережень над мікрогідронімією Донецької та Луганської областей» (1965);

словотвору:
- «Морфеміка і словотвір сучасної української мови» (1980);

лінгвостилістики:
- «Конотація власних назв у художньому тексті» (1992);
- «Г. Ф. Квітка-Основ'яненко — мініатюрист (лінгвостилістичний аспект)» (у співавторстві, 2003);

історії української літературної мови:
- «Г. Ф. Квітка-Основ'яненко в історії української літературної мови» (у співавторстві, 1978);
- «Роль прози Юрія Федьковича в становленні української літературної мови на Буковині (60-70 рр. ХІХ ст.)» (у співавторстві, 2008);

термінології:
- «Шляхи творення української термінології в концепції й практиці М. П. Драгоманова» (у співавторстві, 1992);
- «Роль І. Огієнка у становленні й розвитку української загальнонаукової та лінгвістичної термінології» (1992);
- «Про умови та межі використання кальок у науковій термінології» (у співавторстві, 1993);
- «Про роль лінгвістів у процесі українського термінотворення» (1994);

номінації:
- «Енантіосемія як спосіб номінації в сучасній українській мові» (1992);

соціолінгвістики:
- «Українська мова у Харкові 90-х рр. XX ст. (стан і статус)» (у співавторстві, 1996);
- «Конотована ономастика у творах Івана Багряного (соціолінгвістичний аспект)» (у співавторстві, 2006);
- «Українська мова у Харкові 90-х рр. XX ст. (стан і статус)» / О. Муромцева, І. Муромцев // Мовознавство: тези та повідомл. Третього Міжнар. конгресу україністів, 26-29 серп. 1996;
- «Юрій Шевельов — видатний учений сучасності» // Видатний філолог сучасності: (Наукові виклади на честь 85-ліття Юрія Шевельова). — Х., 1996.;

Укладає та рецензує науково-методичні видання:
- «Контрольні завдання з сучасної української літературної мови та методичні вказівки до курсу для студентів-заочників філологічного факультету університету. Прислівник. Прийменник. Сполучник. Частка. Вигук» (у співавторстві, 1983);
- «Лабораторні роботи з сучасної української мови (фонетика, орфоепія) для студентів I курсу філологічного факультету» (у співавторстві, 1989) та ін.

І. В. Муромцев плідно працює і в галузі лексикографії як упорядник та науковий редактор словників різного типу: 
- «Словник мови творів Г. Квітки-Основ'яненка: в 3 т.» (у співавторстві, 1978–1980);
- «Тлумачний словник української мови» (у співавторстві, 2002, 2005);
- «Термінологічний словник з юридичної психології (україно-російсько-англійсько-французько-іспанський)» (у співавторстві, 2008);
- «Тлумачний словник сучасної української мови: Загальновживана лексика (у співавторстві, 2009)»;
- «Тлумачний словник сучасної української мови: Фахова лексика» (у співавторстві, 2009).

Автор низки статей в енциклопедії «Українська мова» (2000, 2004, 2007).
Має понад 80 публікацій (1 монографія, 7 навчальних та методичних посібників), брав участь в укладанні й редагуванні 8 словників, зокрема Російсько-українського словника (власних назв), Палеонтологія, палеоекологія, еволюційна теорія, стратиграфія, Тлумачного словника української мови. Підготував 9 кандидатів філологічних наук.

## Джерело
- Муромцев Ігор Вікторович [Архівовано 27 грудня 2013 у Wayback Machine.] на сайті філологічного факультету Харківського національного університету.
- Слідами Юрія Шевельова в Харкові [Архівовано 3 жовтня 2013 у Wayback Machine.]
- Три дні вересня вісімдесят дев`ятого. Матеріали Установчого з`їзду Народного руху України за пребудову./ Упорядник Є. Жеребецький. Вид. 2-ге. К.: Вид-во "Укр. енциклопедія" імені М.П. Бажана. 2009.- 496 с.: іл.
- http://sch131.at.ua/index/0-2 [Архівовано 15 грудня 2013 у Wayback Machine.]
- Наиболее интересные версии возникновения названия Харьков [Архівовано 2 жовтня 2013 у Wayback Machine.]
- Муромцев Ігор Вікторович — професор Харківського національного університету імені В.Н. Каразіна. Біобібліографічний покажчик http://www-philology.univer.kharkov.ua/nauka/e_books/Muromtzeph_OCR.pdf [Архівовано 27 грудня 2013 у Wayback Machine.]
- Ігор Муромцев: «Я чесний служака. Українській справі, українському мовознавству служу як можу»  http://varta.kharkov.ua/articles/1096365.html [Архівовано 22 лютого 2014 у Wayback Machine.] , http://varta.kharkov.ua/articles/1097103.html [Архівовано 22 лютого 2014 у Wayback Machine.]
- Ігор Муромцев на Facebook